# Medo e Desejo
Fear and Desire (bra/prt Medo e Desejo) é um filme estadunidense de 1953, do gênero drama de guerra, dirigido por Stanley Kubrick, em sua estreia na direção. 

## Sinopse
Durante uma guerra indeterminada, um grupo de quatro soldados sofre um acidente de avião e cai por trás das linhas inimigas. Enquanto planejam construir uma jangada e voltar para suas forças descendo um rio, os soldados capturam uma jovem camponesa que os vira e também descobrem uma base militar com a presença de um general. Eles hesitam no que fazer com a moça e se devem arriscar e atacar e tentar matar o general, ou fugir pelo rio.[carece de fontes?]

## Elenco
- Frank Silvera — sargento Mac
- Kenneth Harp — tenente Corby / General
- Paul Mazursky — soldado Sidney
- Stephen Coit — soldado Fletcher / capitão
- Virginia Leith — garota
- David Allen — narrador (voz)

## Produção
Antes de filmar Fear and Desire, Kubrick era fotógrafo da revista Look e havia dirigido dois documentários de curta-metragens em 1951, Day of the Fight e Flying Padre. Ambas as produções foram adquiridas para distribuição pela RKO Radio Pictures. Baseado nessas experiências, Kubrick se sentia pronto para produzir um longa-metragem. Kubrick deixou seu emprego na Look para se dedicar a Fear and Desire.
O roteiro foi de Howard Sackler, amigo de classe de Kubrick na William Howard Taft High School no Bronx em Nova Iorque. Sackler mais tarde venceria o Prêmio Pulitzer pelo drama de 1968 The Great White Hope. Paul Mazursky, que mais tarde seria reconhecido como grande cineasta por filmes como Harry and Tonto e An Unmarried Woman, aparece no elenco como um soldado.
O dinheiro para Fear and Desire veio da família e amigos de Kubrick, principalmente de Martin Perveler, tio e proprietário de uma lucrativa farmácia. O orçamento original ficou em 10.000 dólares
A produção reunia 15 pessoas: cinco atores (Paul Mazursky, Frank Silvera, Kenneth Harp, Steve Coit e Virginia Leith), cinco técnicos (incluindo a primeira esposa de Kubrick, Toba Metz) e quatro trabalhadores mexicanos para transportar o equipamento do filme pelas Montanhas San Gabriel na Califórnia, onde ocorreram as filmagens. Pelas limitações do orçamento, Kubrick teve que improvisar para usar os equipamentos. Para simular a neblina, Kubrick utilizou um pulverizador agrícola mas o elenco e técnicos quase foram asfixiados pois o maquinário ainda continha resíduos de inseticida aplicado em plantações Paul Mazursky disse que o diretor pegou um carrinho de bebê para carregar a câmera, pois não havia transporte adequado.
Para reduzir os gastos, Kubrick pensava em fazer um filme mudo mas acabou por adicionar som, efeitos e música, o que encareceu os custos para cerca de 50.000 dólares e obrigou a uma ajuda adicional do produtor  Richard de Rochemont, sob a condição de que Kubrik ajudasse na produção de uma série de cinco capítulos sobre Abraham Lincoln para a TV, que teve locações em Hodgenville, Kentucky.. Kubrick também teve dificuldades para editar a cena chave em que um dos soldados derruba um prato de feijões no chão e entra do lado errado da tela.  Isso obrigou que a revelação do negativo fosse invertida e causou mais gastos.
Apesar de tudo, o filme garantiu algumas opiniões respeitáveis pelos circuitos de cinema em Nova York, muitos reconhecendo no jovem diretor um futuro promissor.
Altamente procurado por fãs de Kubrick e aficionados por cinema, o diretor definiu o filme como um projeto amador e comprou a maior parte das cópias. Suas tentativas de reprimir o trabalho não foram totalmente bem sucedidos, muitos bootlegs circulam pela internet, além da distribuição ilegal de DVDs-R.[carece de fontes?]